# Euphumosia bivittata
Euphumosia bivittata är en tvåvingeart som först beskrevs av Carl Ludwig Doleschall 1858.  Euphumosia bivittata ingår i släktet Euphumosia och familjen spyflugor. Inga underarter finns listade i Catalogue of Life.